# Hamburg Marines
Die Hamburg Marines sind ein deutsches Baseball- und Softballteam aus Hamburg-Bergedorf. Sie gehören seit 1992 dem Sportverein TSG Bergedorf von 1860 als Einzelsparte an. Die rund 100 Mitglieder bilden zwei Herrenmannschaften, ein Jugend-, ein Schüler-, ein Teeball- sowie ein gemischtes Softballteam, das auch Seiteneinsteigern einen Zugang zum Sport ermöglichen soll.

## Geschichte
Ins Leben gerufen wurden die Hamburg Marines 1985. Sie spielten zunächst bei Turnieren mit. 1987 nahm das Team den Ligabetrieb auf und stieg in den folgenden beiden Jahren stets in die nächsthöhere Spielklasse auf.
Nach dem Bundesligaaufstieg 1989 belegten die Marines 1990 den dritten Platz in der 1. Bundesliga Nord (5 Wins - 5 Losses) und unterlagen im Viertelfinal-Playoff zur Deutschen Meisterschaft den Cologne Cardinals (8-17, 3-15), dem späteren Titelträger. 1991 wurden die Marines Fünfte (5W-7L), 1992 Vierte (6W-9L). In der Spielzeit 1993 gelang abermals der vierte Platz (10W-11L) und zum zweiten Mal der Sprung ins Viertelfinal-Playoff – diesmal gegen die Mannheim Amigos (5-15, 5-15). 1994 wurden die Marines Siebte (8W-20L) – der Verein stieg in die niederen Ligen des Schleswig-Holsteinischen/Hamburger Baseball-Verbands (S/HBV) ab. In der Ewigen Tabelle der Baseball-Bundesliga belegen die Marines Stand 2021 den 23. Rang mit 34 Wins und 56 Losses bei einem Average von .387.
2017 gelang der Aufstieg in die 2. Bundesliga (Staffel Hamburg/Schleswig-Holstein), dem wiederum 2019 der Abstieg in die dritte Spielklasse folgte. 2020 fand wegen der Covid-19-Pandemie kein Spielbetrieb statt. 2021 traten die Hamburg Marines in der Verbandsliga des S/HBV an Nachdem sie zweimal in Folge trotz Aufstiegsberechtigung wegen des Fehlens eines bundesligatauglichen Platzes in der Verbandsliga verbleiben mussten, wurde Ed Delahanty-Field zur Saison 2025 endlich bundesligatauglich fertiggestellt und das Team der 1. Herren durfte wieder in die 2. Bundesliga aufsteigen.

## Ballparks
Bis 1995 trainierten die Marines im Bergedorfer Billtalstadion und trugen dort auch ihre Heimspiele aus, die von bis zu 500 Besuchern gesehen wurden. 1996 wechselte die Mannschaft an den Mittleren Landweg in Hamburg-Billwerder und benannte den dortigen Platz nach dem Major-League-Spieler Ed Delahanty. Der Ballpark bot bis 2024 je eine kleine Sitztribüne hinter der Homeplate und im Leftfield, wo sich auch die Homeplate der Softballer und Jugendteams befand (jeweils ca. 75 Plätze). Im Rahmen einer geplanten Sanierung des Platzes durch die Hansestadt Hamburg wurde das Feld vor der Saison 2025 um 180 Grad gedreht. Außerdem erhielt das Feld Betontribünen, oberirdische Dugouts mit angeschlossenen Bullpens sowie einen Scorerturm - auch um die Spieler auf einem benachbarten Fußballplatz nicht durch Foulballs zu gefährden. Mitten in der laufenden Saison 2025 wurde das Feld vom Bezirk Bergedorf für den Spielbetrieb gesperrt - offenbar hatten sich Verkehrsteilnehmer über Foulballs auf der Straße Mittlerer Landweg beschwert. Seitdem müssen die Marines bis auf Weiteres auch ihre Heimspiele auf den Plätzen der Gegnermannschaften austragen. Der Trainingsbetrieb findet weiterhin auf Ed Delahanty-Field am Mittleren Landweg statt.

## Trivia
Die Namensgebung der Marines beruht auf einem Übersetzungsfehler. Anstatt sich wie vorgesehen als „Seeleute“ (Mariners) zu bezeichnen, verwendete man versehentlich das englische Wort für „Marine-Soldat“ (Marine) und blieb dabei.
Die Marines richten jährlich im Winter den Bergedorfer Slowpitch-Cup für gemischte Softballteams aus. Rekordsieger in diesem Hallenturnier ist die Mannschaft der Northern Visitors (sechs Titel).
Seit 2024 nimmt ein gemischtes Fun Team der Marines jährlich am Turnier der Zoetermeer Grizzlies in den Niederlanden teil.